# 信貴山温泉
信貴山温泉（しぎさんおんせん）は、奈良県生駒郡三郷町にある温泉。

## 泉質
単純温泉

## 温泉地
一軒宿「信貴山観光ホテル」が存在する。

## 温泉近くの名所・旧跡 観光地
- 信貴山朝護孫子寺
- 信貴生駒スカイライン
- 法隆寺